# 体験!メディアのABC
『体験!メディアのABC』（たいけん メディアのエービーシー）は、NHK教育テレビジョンで2001年4月9日から2004年3月19日まで放送されていた小学校高学年向けの学校放送（教科：総合学習）である。

## 概要
子供たちのメディア・リテラシー教育に主眼を置いた番組。リポーターの大沢あかねと中谷日出が各種メディアで使われている技法・手法を体験取材する「体験コーナー」と、マスメディアに携わる人物がどのような仕事をしているのかを紹介する「メディアのプロコーナー」で構成されていた。
番組は2000年12月25日に一度パイロット版を放送した後（後日に再放送あり）、2001年4月にレギュラー放送を開始した。

## 放送時間
いずれも日本標準時、別の時間帯での再放送あり。
| 期間                          | 放送時間                                                       |
| ----------------------------- | -------------------------------------------------------------- |
| 2001年4月9日 - 2002年3月11日  | 月曜日 10:00 - 10:15 2002年3月25日の再放送もこの時間帯で実施。 |
| 2002年4月12日 - 2003年3月14日 | 金曜日 10:45 - 11:00                                           |
| 2003年4月11日 - 2004年3月19日 | 金曜日 11:00 - 11:15                                           |